# Вільхівці (Бещадський повіт)
Ві́льхівці (також Вільховець, пол. Olchowiec) — село Бещадського повіту Підкарпатського воєводства Республіки Польща. Колишнє бойківське село, у рамках договору обміну територіями 1951 року все українське населення насильно переселено, зокрема до колгоспу Жовтневого району (Миколаївської області).

## Історія села
Село засноване на волоському праві до 1589 року у володіннях Кмітів. Під кінець ХІХ століття тут існували два фільварки) — в горішньому і долішньому кінцях села, корчма і млин.
З 1939 до 1951 село відносилось до Нижньо-Устрицького району Дрогобицької області України (відійшло до Польщі відповідно до договору обміну територіями 1951 року).
Після примусового переселення в селі ніхто не оселився. В 1960-х роках, після прокладання шосе № 894 (воєводської дороги) з Гошова до Чорної, у селі організували держгосп і звели робітничий готель.

## Населення
У 1921 році у Вільхівцях було 55 будинків і проживало 232 мешканці (187 греко-католиків, 32 римо-католики, 12 юдеїв).

### Примусове переселення 1951року

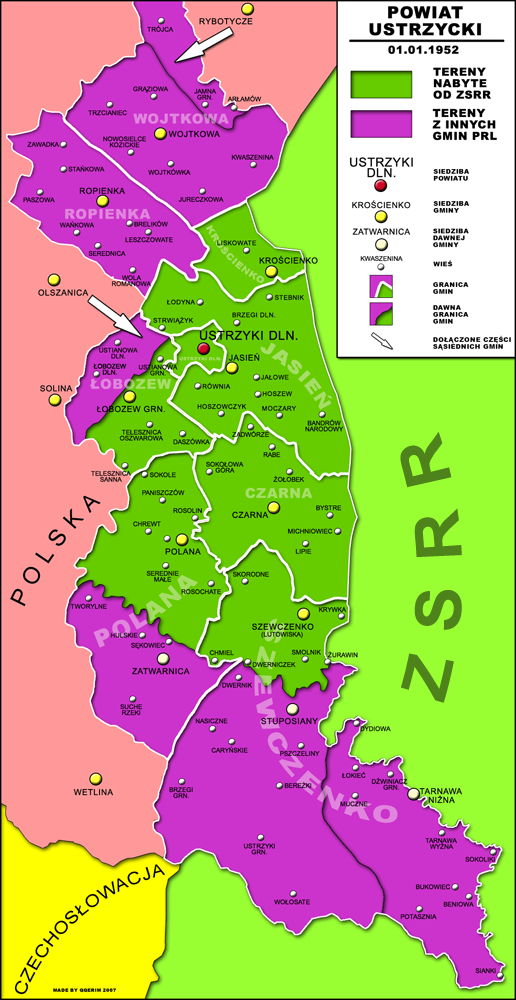
Адміністративна карта новоутвореного Устрицького повіту, січень 1952 року

У 1951 році, після обміну територіями, з села насильно переселено 86 сімей, зокрема 85 сімей до колгоспу «Ґвардія Ілліча» Жовтневого району Миколаївської області.